# August Pott
August Pott (Northeim, Hannover, 7 de novembre de 1806 - Gratz, 27 d'agost de 1883) fou un violinista i compositor alemany.
A Kassel tingué per professors a Spohr i Kiesewettes, sent encara molt jova va ingressar en l'orquestra de la cort d'Hannover, i el 1832 se'l nomenà concertino a Oldenburg. El 1856 fou molt aplaudit a Brussel·les, i en els últims anys de la seva vida residí a Gratz. Amb el producte d'un concert que donà a Salzburg el 1836 inicià la subscripció per aixecar un monument a Mozart en la seva ciutat natal.
Publicà dos concerts per a violí, un d'ells titulat L'adéu a Copenhaguen; duos, variacions, etc.